# Andreas Solenblomma
Andreas Solenblomma, ursprungligen Anthelius, född 1612 i Gävle, död 1666 i Stockholm, var en svensk jurist.

## Biografi
Andreas Anthelius föddes i Gävle där fadern Johannes Olai Anthelius var kyrkoherde. Modern Margareta Grubb tillhörde Bureätten. Han studerade först vid Uppsala universitet där han disputerade två gånger, varav ena gången i juridik för Laurentius Stigzelius, och sedan reste han utomlands och skall då bland annat ha besökt Turkiet. Under resorna skall han ha promoverats till doktor i juridik. 
1645 utnämndes han till eloquentiæ professor (professor i vältalighet eller retorik) i Uppsala, blev fyra år därefter assessor i Svea hovrätt, och adlades 1650 med namnet Solenblomma och tog samma år introduktion på Riddarhuset på nummer 507. Namnet Solenblomma är ett försök till svensk översättning av Anthelius. 1660 utsågs han till häradshövding i Ulleråkers härad och Åsunda härad i Uppland. Han avled i Stockholm.
Solenblomma var gift med Brita Wallenstedt, och fick med henne sonen Lars (1653-1667). Andreas och sonen Lars Solenblomma ligger begravda i högkoret norr om altaret i Helga Trefaldighets kyrka, Uppsala, och på gravhällen står att han skriver sig till Alberhult och Östanbeck.
Om Solenblomma fällde Georg Gezelius omdömet att han gjorde sin tid heder med grundlig lärdom, en outtröttlig arbetsamhet och med vad som därmed inte alltid annars är förenat en riktig Gudsfruktan. Det står ibland att han var hovrättsråd i Svea hovrätt, men Gezelius anser det inte för möjligt eftersom ämbetet inte ännu inrättats.